# 太田貴美
太田 貴美（おおた あつみ、1946年9月18日 - ）は、日本の政治家。京都府与謝野町長（2期）、野田川町長（3期）、野田川町議会議員（4期）などを歴任した。京都府初の女性首長である。

## 来歴
京都府京都市生まれ。ノートルダム女子大学中退。1966年（昭和41年）、日本航空に入社。客室乗務員となる。産婦人科医で元衆議院議員の太田典礼の息子と結婚。夫の郷里である野田川町に移り住む。「女性であっても社会的な仕事を持つべきだ」という義父の後押しを受け、1975年（昭和50年）に野田川町議会議員選挙に立候補し初当選。途中一期休んで通算4期務めた。
議長在職中の1994年（平成6年）12月、財政が破綻しかけていた野田川町の町長選挙に立候補。現職を僅差で破り初当選した。
2006年（平成18年）3月1日、野田川町は岩滝町、加悦町と対等合併し与謝野町が誕生。同年4月16日に行われた与謝野町長選挙に立候補し初当選。2010年（平成22年）に無投票で再選。2期で退いた。
2017年（平成29年）、京都府議会議員の本田太郎が第48回衆議院議員総選挙に立候補し失職。同年11月19日に行われた宮津市及び与謝郡選挙区の府議会議員補欠選挙に無所属で立候補するが、自民党公認の元宮津市議の中島武文に敗れ落選。

## 著書
- 太田貴美、岡田知弘『お母さん町長奮闘記―京都・与謝野町共生と循環のまちづくり』自治体研究社、2013年4月。ISBN 978-4880376042。